# Temporada do Santa Maria Futebol Clube de 2012–13
A temporada do Santa Maria Futebol Clube de 2012–13 foi a 13ª temporada do Santa Maria no século XXI. O Santa Maria participou em duas competições internas, a Série A da III Divisão e a Taça de Portugal. O Santa Maria não venceu nenhuma delas, mas garantiu a subida ao Campeonato Nacional de Seniores.

## Equipamentos
| Primeiro |

## Resultados

### Taça de Portugal
| 26 de agosto de 2012 1ªE | Lusitânia | 0 – 1     | Santa Maria   | Angra do Heroísmo                                      |  |
| 16:00 UTC                |           | Relatório | Rui Gomes 32' | Estádio: Estádio João Paulo II Árbitro: Sílvio Gouveia |  |

| 16 de setembro de 2012 2ªE | Santa Maria        | 1 – 1 (4 – 5 pen.) | Pinhalnovense        | Galegos Santa Maria                             |  |
| 15:00 UTC                  | Paulinho Lopes 25' | Relatório          | Aylton Boa Morte 82' | Estádio: Estádio da Devesa Árbitro: João Santos |  |

### III Divisão – Série A

#### Campeonato
| 2 de setembro de 2012 1 | Ponte da Barca                      | 2 – 1     | Santa Maria         | Ponte da Barca                                                |  |
| 17:00 UTC               | Peixoto 63' (gp) · Davide Viana 89' | Relatório | João André Rato 67' | Estádio: Estádio Municipal Ponte da Barca Árbitro: André Dias |  |

| 23 de setembro de 2012 2 | Santa Maria    | 1 – 1     | Caçadores das Taipas | Galegos Santa Maria        |  |
| 15:00 UTC                | Rui Filipe 70' | Relatório | Fábio Pimenta 5'     | Estádio: Estádio da Devesa |  |

| 30 de setembro de 2012 3 | Maria da Fonte                 | 2 – 2     | Santa Maria                    | Póvoa de Lanhoso                 |  |
| 15:00 UTC                | Carlos 77' · Pedrinho 85' (gp) | Relatório | Bispo 54' · Paulinho Lopes 57' | Estádio: Campo dos Moinhos Novos |  |

| 7 de outubro de 2012 4 | Santa Maria | 1 – 1     | Bragança             | Galegos Santa Maria        |  |
| 15:00 UTC              | Bispo 42'   | Relatório | Tamsir Kane 61' (gp) | Estádio: Estádio da Devesa |  |

| 14 de outubro de 2012 5 | Vianense       | 1 – 0     | Santa Maria | Viana do Castelo                                    |  |
| 15:00 UTC               | Óscar 40' (gp) | Relatório |             | Estádio: Estádio Dr. José Matos Árbitro: Joel Sousa |  |

| 28 de outubro de 2012 6 | Santa Maria                                    | 3 – 0     | Monção | Galegos Santa Maria                              |  |
| 15:00 UTC               | Paulinho Lopes 11' · Rui Silva 44' · Bispo 80' | Relatório |        | Estádio: Estádio da Devesa Árbitro: Diogo Santos |  |

| 4 de novembro de 2012 7 | Melgacense        | 1 – 1     | Santa Maria | Megaço                                 |  |
| 15:00 UTC               | Luís Coentrão 61' | Relatório | Alex 46'    | Estádio: Centro de Estágios de Melgaço |  |

| 11 de novembro de 2012 8 | Santa Maria                                               | 3 – 0     | Merelinense | Galegos Santa Maria        |  |
| 15:00 UTC                | Hugo Veiga 75' · Paulinho Lopes 80' · João André Rato 85' | Relatório |             | Estádio: Estádio da Devesa |  |

| 25 de novembro de 2012 9 | Santa Maria   | 2 – 0     | Esposende | Galegos Santa Maria                                 |  |
| 15:00 UTC                | Bispo 71' 75' | Relatório |           | Estádio: Estádio da Devesa Árbitro: António Resende |  |

| 9 de dezembro de 2012 10 | Marinhas          | 1 – 2     | Santa Maria                               | Marinhas                                 |  |
| 15:00 UTC                | Ruben Feiteira 2' | Relatório | Hugo Veiga 52' (gp) · João André Rato 68' | Estádio: Complexo Desportivo de Marinhas |  |

| 16 de dezembro de 2012 11 | Santa Maria | 1 – 0     | Desportivo de Ronfe | Galegos Santa Maria        |  |
| 15:00 UTC                 | Lamosa 31'  | Relatório |                     | Estádio: Estádio da Devesa |  |

| 29 de dezembro de 2012 12 | Santa Maria             | 2 – 0     | Ponte da Barca | Galegos Santa Maria        |  |
| 15:00 UTC                 | Miguel 15' · Lamosa 78' | Relatório |                | Estádio: Estádio da Devesa |  |

| 6 de janeiro de 2013 13 | Caçadores das Taipas | 1 – 0     | Santa Maria | Caldas das Taipas                                  |  |
| 15:00 UTC               | Zézé 72'             | Relatório |             | Estádio: Estádio do Montinho Árbitro: Ilídio Matos |  |

| 13 de janeiro de 2013 14 | Santa Maria | 1 – 1     | Maria da Fonte | Galegos Santa Maria        |  |
| 15:00 UTC                | Celso 5'    | Relatório | Marco 45'      | Estádio: Estádio da Devesa |  |

| 20 de janeiro de 2013 15 | Bragança | 0 – 1     | Santa Maria | Bragança                                            |  |
| 15:00 UTC                |          | Relatório | Venú 78'    | Estádio: Estádio Municipal Eng.º José Luís Pinheiro |  |

| 27 de janeiro de 2013 16 | Santa Maria         | 1 – 1     | Vianense            | Galegos Santa Maria                               |  |
| 15:00 UTC                | João André Rato 89' | Relatório | Tiago Magalhães 45' | Estádio: Estádio da Devesa Árbitro: Ricardo Silva |  |

| 3 de fevereiro de 2013 17 | Monção | 0 – 0     | Santa Maria | Monção                       |  |
| 15:00 UTC                 |        | Relatório |             | Estádio: Estádio Manuel Lima |  |

| 10 de fevereiro de 2013 18 | Santa Maria                                        | 5 – 0     | Melgacense       | Galegos Santa Maria                             |  |
| 15:00 UTC                  | Paulinho Lopes 30' · Rui Gomes 44' 49' · Bispo 78' | Relatório | Samouco 66' (ag) | Estádio: Estádio da Devesa Árbitro: Bruno Costa |  |

| 17 de fevereiro de 2013 19 | Merelinense               | 2 – 3      | Santa Maria                           | Merelim São Pedro                                       |  |
| 15:00 UTC                  | Canetas 41' · Abiodun 55' | [Relatório | Rui Gomes 42' · Miguel 45' · Venú 84' | Estádio: Estádio João Soares Vieira Árbitro: Nuno Silva |  |

| 24 de fevereiro de 2013 20 | Esposende | 0 – 1     | Santa Maria | Esposende                                                    |  |
| 15:00 UTC                  |           | Relatório | Lamosa 33'  | Estádio: Estádio Padre Sá Pereira Árbitro: Humberto Teixeira |  |

| 3 de março de 2013 21 | Santa Maria                                  | 3 – 0     | Marinhas | Galegos Santa Maria        |  |
| 15:00 UTC             | Miguel 35' · João André Rato 63' · Bispo 66' | Relatório |          | Estádio: Estádio da Devesa |  |

| 10 de março de 2013 22 | Desportivo de Ronfe | 0 – 1     | Santa Maria         | Ronfe                                   |  |
| 15:00 UTC              |                     | Relatório | João André Rato 70' | Estádio: Estádio do Desportivo de Ronfe |  |

#### Campeonato da subida
| 30 de março de 2013 1 | Santa Maria                     | 2 – 0     | Caçadores das Taipas | Galegos Santa Maria                                |  |
| 15:00 UTC             | João André Rato 24' · Bispo 69' | Relatório |                      | Estádio: Estádio da Devesa Árbitro: Marco Ferreira |  |

| 7 de abril de 2013 2 | Bragança                                      | 3 – 4     | Santa Maria                                             | Bragança                                                                    |  |
| 16:00 UTC            | Fábio 3' · Rui Gil 12' · Tamsir Kane 35' (gp) | Relatório | Lamosa 5' · João André Rato 55' · Venú 87' · Miguel 89' | Estádio: Estádio Municipal Eng.º José Luís Pinheiro Árbitro: Iancu Vasilica |  |

| 14 de abril de 2013 3 | Santa Maria | 1 – 0     | Marinhas | Galegos Santa Maria                                  |  |
| 16:00 UTC             | Celso 85'   | Relatório |          | Estádio: Estádio da Devesa Árbitro: Renato Barqueira |  |

| 25 de abril de 2013 4 | Santa Maria | 0 – 0     | Desportivo de Ronfe | Galegos Santa Maria                                 |  |
| 16:00 UTC             |             | Relatório |                     | Estádio: Estádio da Devesa Árbitro: Gonçalo Martins |  |

| 28 de abril de 2013 5 | Vianense | 1 – 0     | Santa Maria | Viana do Castelo                                               |  |
| 16:00 UTC             | Dani 89' | Relatório |             | Estádio: Estádio Dr. José Matos Árbitro: João Henrique Pereira |  |

| 19 de maio de 2013 8 | Marinhas  | 0 – 1     | Santa Maria | Marinhas                                                              |  |
| 17:00 UTC            | Bispo 55' | Relatório |             | Estádio: Complexo Desportivo de Marinhas Árbitro: Rui Filipe Oliveira |  |

| 25 de maio de 2013 9 | Desportivo de Ronfe | 0 – 0     | Santa Maria | Ronfe                                                       |  |
| 17:00 UTC            |                     | Relatório |             | Estádio: Estádio do Desportivo de Ronfe Árbitro: Abel Silva |  |

| 1 de junho de 2013 10 | Santa Maria | 1 – 0     | Vianense | Galegos Santa Maria                            |  |
| 17:00 UTC             | Miguel 43'  | Relatório |          | Estádio: Estádio da Devesa Árbitro: Nuno Roque |  |